# العلاقات الباكستانية الفنزويلية
العلاقات الباكستانية الفنزويلية هي العلاقات الثنائية التي تجمع بين باكستان وفنزويلا.

## مقارنة بين البلدين
هذه مقارنة عامة ومرجعية للدولتين:
| وجه المقارنة                                              | باكستان                     | فنزويلا                                  |
| --------------------------------------------------------- | --------------------------- | ---------------------------------------- |
| المساحة (كم2)                                             | 881.91 ألف                  | 916.45 ألف                               |
| عدد السكان (نسمة)                                         | 197.02 مليون                | 28.87 مليون                              |
| الكثافة السكانية (ن./كم²)                                 | 223.4                       | 31.5                                     |
| العاصمة                                                   | إسلام آباد                  | كاراكاس                                  |
| اللغة الرسمية                                             | لغة إنجليزية، اللغة الأردية | اللغة الإسبانية، لغة الإشارة الفنزويلية ‏ |
| العملة                                                    | روبية باكستانية             | بوليفار فنزويلي                          |
| الناتج المحلي الإجمالي (بليون دولار)                      | 304.95 مليار                | 482.36 مليار                             |
| الناتج المحلي الإجمالي (تعادل القوة الشرائية) بليون دولار | 946.67 مليار                |                                          |
| الناتج المحلي الإجمالي الاسمي للفرد دولار أمريكي          | 1.43 ألف                    |                                          |
| الناتج المحلي الإجمالي للفرد دولار أمريكي                 | 4.81 ألف                    |                                          |
| مؤشر التنمية البشرية                                      | 0.538                       | 0.762                                    |
| رمز المكالمات الدولي                                      | +92                         | +58                                      |
| رمز الإنترنت                                              | .pk                         | .ve                                      |
| المنطقة الزمنية                                           | ت ع م+05:00                 | 00                                       |

## منظمات دولية مشتركة
يشترك البلدان في عضوية مجموعة من المنظمات الدولية، منها:
| علم المنظمة | اسم المنظمة                        | تاريخ انضمام باكستان | تاريخ انضمام فنزويلا |
| ----------- | ---------------------------------- | -------------------- | -------------------- |
|             | وكالة ضمان الاستثمار متعدد الأطراف | 12 أبريل 1988        | 9 مايو 1994          |
|             | منظمة الشرطة الجنائية الدولية      | ?                    | ?                    |
|             | منظمة حظر الأسلحة الكيميائية       | ?                    | ?                    |
|             | منظمة التجارة العالمية             | ?                    | ?                    |
|             | البنك الدولي للإنشاء والتعمير      | 11 يوليو 1950        | 30 ديسمبر 1946       |
|             | الأمم المتحدة                      | 30 سبتمبر 1947       | 15 نوفمبر 1945       |
|             | مؤسسة التمويل الدولية              | 20 يوليو 1956        | 28 ديسمبر 1956       |
|             | يونسكو                             | 14 سبتمبر 1949       | 25 نوفمبر 1946       |
|             | الاتحاد البريدي العالمي            | ?                    | ?                    |
|             | المنظمة الهيدروغرافية الدولية      | ?                    | ?                    |
|             | الاتحاد الدولي للاتصالات           | 26 أغسطس 1947        | 13 أغسطس 1920        |

## وصلات خارجية
- موقع وزارة الخارجية الباكستانية
- موقع وزارة الخارجية الفنزويلية